# Horkelia sericata
Horkelia sericata är en rosväxtart som beskrevs av S. Wats.. Horkelia sericata ingår i släktet Horkelia och familjen rosväxter. Inga underarter finns listade i Catalogue of Life.